# BOB B3 6 Kaiserwagen
Der Personenwagen B3 6 der Berner Oberland-Bahn (BOB) ist ein Einzelstück, das bei der Museumsbahn Blonay–Chamby (BC) erhalten geblieben ist. Den Übernamen Kaiserwagen erhielt er anlässlich des Besuches des Deutschen Kaisers im Herbst 1912 in der Schweiz.

## Geschichte
Die finanziellen Verhältnisse der Berner Oberland-Bahn waren schon alleine des Saisonbetriebes wegen nie so richtig gut. Der Personenwagenbestand war lange Zeit für die Tage mit hohem Verkehrsaufkommen eher unterdotiert. Die Eisenbahngesellschaft bemühte sich wiederholt mit kleineren Einzelbestellungen den Personenwagenbestand aufzustocken.
1900 wurden aus diesem Grunde bei der damaligen Schweizerischen Waggon-Fabrik (SIG) in Neuhausen am Rheinfall vier Personenwagen bestellt. Es waren dies die B3 5, B3 6, C3 25 und C3 26, die alle in grüner Farbe 1901 abgeliefert wurden, wobei die beiden C3 gleich gebaut waren. Die beiden B3 unterschieden sich jedoch voneinander. 1902 wurden für den Wagen B3 6 13 500 Franken bezahlt.
Der B3 6 wurde frisch revidiert für den geplanten Besuch des deutschen Kaisers Wilhelm II. im Herbst 1912 im Berner Oberland bereitgehalten. Der Kaiser benutzte aber den Wagen mit seinem Gefolge für einen Besuch im Berner Oberland nicht, da er länger als geplant am Kaisermanöver des III. Armeekorps der Schweizer Armee in der Ostschweiz verweilte. Zu diesem Zeitpunkt erhielt der Personenwagen den Übernamen Kaiserwagen.
1956 wurde der Wagen ausrangiert und 1959 an die Meiringen-Innertkirchen-Bahn (MIB) verkauft. Diese baute ihn vom B3 zum B2 um und setzte den Personenwagen, nun als B2 2 nummeriert, jahrelang im Schülerverkehr ein. Bei diesem Umbau wurden die 24 Sitze der Polsterklasse durch 32 Sitze der Holzklasse ausgetauscht. Da dies im Zeitraum des Wechsels von drei Wagenklassen auf zwei Wagenklassen erfolgte, wurde der Wagen immer als B bezeichnet.
1978 kehrte der Personenwagen von den Modelleisenbahnfreunden Eiger Zweilütschinen (MEFEZ) gekauft zurück auf das meterspurige Bahnstreckennetz der Berner Oberland-Bahnen. Dort wurde er wieder vom B2 zum B3 umgebaut und mit einer Bareinrichtung versehen. Der blau-weisse Anstrich wurde durch einen historisch braunen Anstrich mit passender zeitgenössischer Beschriftung ersetzt. Ab 1980 konnte der Personenwagen als Barwagen mit weiterhin 16 Sitzen der Holzklasse in den historischen Zügen und für Extrafahrten eingesetzt werden. Diesbezüglich hatte er die Zulassung für eine maximale Geschwindigkeit von 75 km/h und für die Bahnstrecke Interlaken–Luzern der Schweizerischen Bundesbahnen (SBB).

## Verbleib
Nachdem er zuletzt 2013 vor Sonderzügen im Einsatz war, gelangte der Kaiserwagen zusammen mit der HGe 3/3 29 der Berner-Oberland-Bahnen noch im gleichen Jahr an die Museumsbahn Blonay-Chamby. Dort wird er nach vorgenommenen Anpassungen seit 2014 zusammen mit der erwähnten Lokomotive und dem Sommerwagen C4 44, der ebenfalls von der Berner Oberland-Bahn stammt, unter anderem in der Funktion als Barwagen im Jungfrau Nostalgie Express eingesetzt.